# César-díjak 2005
A 30. César-átadási ceremóniára 2005. február 26-án került sor, Isabelle Adjani elnökletével. A szertartás tele volt meglepetésekkel, mivel a két legnagyobb favoritnak tartott rendező: Christophe Barratier és Jean-Pierre Jeunet semmilyen elismerést sem kapott. A legtöbb díjra (12) jelölt Hosszú jegyesség csupán 5 Césart hozott el (azt sem a legjelentősebb kategóriákban), a 8 jelöléssel indult Kóristák című film csak két díjat kapott, míg az ugyancsak 8 jelölésű 36 – Harminchat egyet sem.
Nagy sikert aratott viszont A kitérés című film, hat jelölésből négy díjjal. Az elismerésben segített, hogy 2004 elején mozikba került film közönségsikernek számított és a díjátadásra már több mint 300 000 néző látta.
Újdonságnak számított a megosztott (ex aequo) Európai Unió legjobb filmje díj, melyeket Ken Loach Még egy csók, illetve Emir Kusturica Az élet egy csoda című munkái kaptak.

## Díjazottak és jelöltek
| Díjak                                      | Díjazottak és jelöltek |
| ------------------------------------------ | --- |

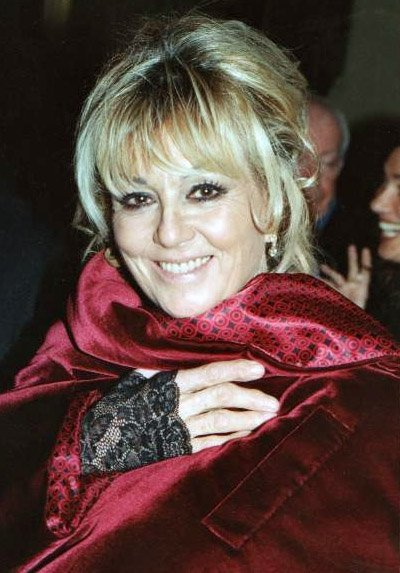
Mylène Demongeot a díjátadó gálán

| Legjobb film                               | - A kitérés (L'esquive), rendezte: Abdellatif Kechiche - 36 – Harminchat (36 quai des Orfèvres), rendezte: Olivier Marchal - Kóristák (Les choristes), rendezte: Christophe Barratier - Ha te nem lennél (Rois et Reine), rendezte: Arnaud Desplechin - Hosszú jegyesség (Un long dimanche de fiançailles), rendezte: Jean-Pierre Jeunet |
| Legjobb rendező                            | - Abdellatif Kechiche – A kitérés (L'esquive) - Christophe Barratier – Kóristák (Les choristes) - Arnaud Desplechin – Ha te nem lennél (Rois et Reine) - Jean-Pierre Jeunet – Hosszú jegyesség (Un long dimanche de fiançailles) - Olivier Marchal – 36 – Harminchat (36 quai des Orfèvres) |
| Legjobb színésznő                          | - Yolande Moreau – Árad a tenger... (Quand la mer monte...) - Maggie Cheung – Tiszta (Clean) - Emmanuelle Devos – Ha te nem lennél (Rois et Reine) - Audrey Tautou – Hosszú jegyesség (Un long dimanche de fiançailles) - Karin Viard – Szerepek (Le rôle de sa vie) |
| Legjobb színész                            | - Mathieu Amalric – Ha te nem lennél (Rois et Reine) - Daniel Auteuil – 36 – Harminchat (36 quai des Orfèvres) - Gérard Jugnot – Kóristák (Les choristes) - Benoît Poelvoorde – Pódium (Podium) - Philippe Torreton – L'équipier |
| Legjobb mellékszereplő színésznő           | - Marion Cotillard – Hosszú jegyesség (Un long dimanche de fiançailles) - Ariane Ascaride – Összefonódva (Brodeuses) - Mylène Demongeot – 36 – Harminchat (36 quai des Orfèvres) - Julie Depardieu – Pódium (Podium) - Emilie Dequenne – L'équipier |
| Legjobb mellékszereplő színész             | - Clovis Cornillac – Mensonges et trahisons et plus si affinités - François Berléand – Kóristák (Les choristes) - André Dussollier – 36 – Harminchat (36 quai des Orfèvres) - Maurice Garrel – Ha te nem lennél (Rois et Reine) - Jean-Paul Rouve – Pódium (Podium) |
| Legígéretesebb fiatal színésznő            | - Sara Forestier – A kitérés (L'esquive) - Marilou Berry – Mint egy angyal (Comme une image) - Lola Naymark – Összefonódva (Brodeuses) - Sabrina Ouazani – A kitérés (L'esquive) - Magali Woch – Ha te nem lennél (Rois et Reine) |
| Legígéretesebb fiatal színész              | - Gaspard Ulliel – Hosszú jegyesség (Un long dimanche de fiançailles) - Osman Elkharraz – A kitérés (L'esquive) - Damien Jouillerot – Les fautes d'orthographe - Jérémie Rénier – Violence des échanges en milieu tempéré - Malik Zidi – Változó idők (Les temps qui changent) |
| Legjobb operatőr                           | - Bruno Delbonnel – Hosszú jegyesség (Un long dimanche de fiançailles) - Jean-Marie Dreujou – Két testvér (Deux frères) - Éric Gautier – Tiszta (Clean) |
| Legjobb vágás                              | - Noëlle Boisson – Két testvér (Deux frères) - Achdé – 36 – Harminchat (36 quai des Orfèvres) - Hervé Schneid – Hosszú jegyesség (Un long dimanche de fiançailles) |
| Legjobb eredeti vagy adaptált forgatókönyv | - Abdellatif Kechiche és Ghalya Lacroix – A kitérés (L'esquive) - Arnaud Desplechin et Roger Bohbot – Ha te nem lennél (Rois et Reine) - Agnès Jaoui et Jean-Pierre Bacri – Mint egy angyal (Comme une image) - Jean-Pierre Jeunet et Guillaume Laurant – Hosszú jegyesség (Un long dimanche de fiançailles) - Olivier Marchal, Franck Mancuso et Julien Rappeneau – 36 – Harminchat (36 quai des Orfèvres)                                     |
| Legjobb filmzene                           | - Bruno Coulais – Kóristák (Les choristes) - Angelo Badalamenti – Hosszú jegyesség (Un long dimanche de fiançailles) - Tony Gatlif et Delphine Mantoulet – Száműzetés (Exils) - Nicola Piovani – L'équipier |
| Legjobb hang                               | - Daniel Sobrino, Nicolas Cantin és Nicolas Naegelen – Kóristák (Les choristes) - Pierre Mertens, François Maurel, Sylvain Lasseur et Joël Rangon – 36 – Harminchat (36 quai des Orfèvres) - Jean Umansky, Gérard Hardy et Vincent Arnardi – Hosszú jegyesség (Un long dimanche de fiançailles) |
| Legjobb díszlet                            | - Aline Bonetto – Hosszú jegyesség (Un long dimanche de fiançailles) - François Chauvaud – Kóristák (Les choristes) - Jean-Pierre Fouillet – Halhatatlanok (Immortel (ad vitam)) |
| Legjobb jelmez                             | - Madeline Fontaine – Hosszú jegyesség (Un long dimanche de fiançailles) - Pierre-Jean Larroque – Arsène Lupin - Catherine Bouchard és Aurore Vicente – Pódium (Podium) |
| Legjobb elsőfilm                           | - Árad a tenger... (Quand la mer monte...), rendezte: Yolande Moreau és Gilles Porte - Kóristák (Les choristes), rendezte: Christophe Barratier - Összefonódva (Brodeuses), rendezte: Éléonore Faucher - Pódium (Podium), rendezte: Yann Moix - Violence des échanges en milieu tempéré, rendezte: Jean-Marc Moutout |
| Legjobb rövidfilm                          | - Cousines, rendezte: Lyes Salem - Hymne à la gazelle, rendezte: Stéphanie Duvivier - La méthode Bourchnikov, rendezte: Grégoire Sivan - Les parallèles, rendezte: Nicolas Saada |
| Legjobb külföldi film                      | - Elveszett jelentés (Lost in Translation), rendezte: Sofia Coppola ( USA, JPN) - 21 gramm (21 Grams), rendezte: Alejandro González Iñárritu ( USA) - Che Guevara: A motoros naplója (Diarios de motocicleta), rendezte: Walter Salles ( ARG, USA, CHI, PER, GBR, FRA, GER, BRA) - Egy makulátlan elme örök ragyogása (Eternal Sunshine of the Spotless Mind), rendezte: Michel Gondry ( USA) - Fahrenheit 9/11, rendezte: Michael Moore ( USA) |
| Az Európai Unió legjobb filmje             | - Még egy csók (Ae Fond Kiss…), rendezte: Ken Loach ( GBR, BEL, GER, ITA, ESP) - Az élet egy csoda (Život je čudo / Живот је чудо), rendezte: Emir Kusturica ( SCG, FRA, ITA) - Borvilág (Mondovino), rendezte: Jonathan Nossiter ( ARG, FRA, ITA, USA) - Jelenetek egy házasságból 2. – Saraband (Saraband), rendezte: Ingmar Bergman ( SWE, ITA, GER, FIN, DEN, AUS) - Rossz nevelés (La mala educación), rendezte: Pedro Almodóvar ( ESP)    |
| Tiszteletbeli César                        | - Will Smith - Jacques Dutronc |

## Többszörös jelölések és elismerések
A statisztikában a különdíjak nem lettek figyelembe véve.
| Jelölés | Díj | Magyar cím       | Eredeti cím                             |
| ------- | --- | ---------------- | --------------------------------------- |
| 12      | 5   | Hosszú jegyesség | Un long dimanche de fiançailles         |
| 8       | 2   | Kóristák         | Les choristes                           |
| 8       | 0   | 36 – Harminchat  | 36 quai des Orfèvres                    |
| 7       | 1   | Ha te nem lennél | Rois et Reine                           |
| 6       | 4   | A kitérés        | L'esquive                               |
| 5       | 0   | Pódium           | Podium                                  |
| 3       | 0   | –––              | L'équipier                              |
| 3       | 0   | Összefonódva     | Brodeuses                               |
| 2       | 2   | Árad a tenger... | Quand la mer monte...                   |
| 2       | 1   | Két testvér      | Deux frères                             |
| 2       | 0   | Mint egy angyal  | Comme une image                         |
| 2       | 0   | Tiszta           | Clean                                   |
| 2       | 0   | –––              | Violence des échanges en milieu tempéré |